# Liste der Baudenkmale in Hohenbocka
In der Liste der Baudenkmale in Hohenbocka sind alle Baudenkmale der brandenburgischen Gemeinde Hohenbocka aufgelistet. Grundlage ist die Veröffentlichung der Landesdenkmalliste mit dem Stand vom 31. Dezember 2020.

## Baudenkmale in den Ortsteilen
In den Spalten befinden sich folgende Informationen:
- ID-Nr.: Die Nummer wird vom Brandenburgischen Landesamt für Denkmalpflege vergeben. Ein Link hinter der Nummer führt zum Eintrag über das Denkmal in der Denkmaldatenbank. In dieser Spalte kann sich zusätzlich das Wort Wikidata befinden, der entsprechende Link führt zu Angaben zu diesem Denkmal bei Wikidata.
- Lage: die Adresse des Denkmales und die geographischen Koordinaten. Link zu einem Kartenansichtstool, um Koordinaten zu setzen. In der Kartenansicht sind Denkmale ohne Koordinaten mit einem roten beziehungsweise orangen Marker dargestellt und können in der Karte gesetzt werden. Denkmale ohne Bild sind mit einem blauen bzw. roten Marker gekennzeichnet, Denkmale mit Bild mit einem grünen beziehungsweise orangen Marker.
- Bezeichnung: Bezeichnung in den offiziellen Listen des Brandenburgischen Landesamtes für Denkmalpflege. Ein Link hinter der Bezeichnung führt zum Wikipedia-Artikel über das Denkmal.
- Beschreibung: die Beschreibung des Denkmales
- Bild: ein Bild des Denkmales und gegebenenfalls einen Link zu weiteren Fotos des Baudenkmals im Medienarchiv Wikimedia Commons

### Hohenbocka
| ID-Nr.            | Lage                                                      | Bezeichnung                                                                                             | Beschreibung | Bild           |
| ----------------- | --------------------------------------------------------- | --- | --- | -------------- |
| 09120228 Wikidata | (Lage)                                                    | Dorfkirche                                                                                              | Die evangelische Kirche stammt aus der zweiten Hälfte des 14. Jahrhunderts. Im Jahr 1667 wurde die Kirche im barocken Stil umgebaut. Im Inneren sind Ausmalungen, wahrscheinlich aus der Zeit um 1408, freigelegt worden. Der Altaraufsatz stammt aus der zweiten Hälfte des 17. Jahrhunderts. | weitere Bilder |
| 09120184 Wikidata | Dorfaue, Gärtnereiweg, Heidelandstraße, Vorstadt 1 (Lage) | Herrenhaus (Schloss) mit Verwalterhaus (Kleines Schloss) und Nebengebäude, Pferdestall, Remise und Park | Das ehemalige Herrenhaus ist seit dem 14. Jahrhundert an dieser Stelle als Adelssitz belegt. Der heutige Bau wurde wahrscheinlich 1898 neu erbaut. Das Gebäude wird geprägt durch den Rundturm. Im Landschaftspark befindet sich die Gärtnerei und eine Remise.                                | weitere Bilder |